# Kasumi (Pokémon)
Kasumi (カスミ), còn được biết đến với cái tên Misty (tên đầy đủ: Misty Williams) trên toàn thế giới, là một nhân vật hư cấu trong thương hiệu Pokémon thuộc sở hữu của Nintendo và được sáng tạo bởi Satoshi Tajiri. Cô đã xuất hiện như một thủ lĩnh nhà thi đấu trong trò chơi Pokémon Red và Blue, Pokémon Gold và Silver, và được tương ứng làm lại trong nhiều trò chơi Pokémon khác. Cô là một nhân vật chính trong bộ anime suốt mùa đầu tiên, đi cùng với Satoshi và Takeshi để trở thành người huấn luyện Pokémon hệ nước giỏi nhất thế giới trước khi rời nhà đến Thành phố Hanada để điều hành nhà thi đấu của gia đình, nhưng đã xuất hiện trở lại vài lần sau đó ở một số phần phim Pokémon. Nhân vật này cũng đã xuất hiện trong manga như Pokémon Adventures. Nữ diễn viên lồng tiếng Nhật Bản của cô là Mayumi Iizuka, trong khi giọng nói tiếng Anh của cô được cung cấp bởi Rachael Lillis và Michele Knobz. Nhân vật này được lồng Tiếng Việt bởi Võ Huyền Chi (Tập 116 Phần Black and White) và Cao Thụy Thanh Hồng.

## Thiết kế
Thiết kế nhân vật của Kasumi được thiết kế Ken Sugimori và Atsuko Nishida, và trong anime, thiết kế đã được Sayuri Ichishi sáng tạo. Người lồng tiếng Nhật cho nhân vật này, Mayumi Iizuka, tuyên bố rằng trong buổi thử giọng của mình, đạo diễn đã yêu cầu cô ấy hành động như chính mình, và khi làm như vậy, cô đã được chọn là người lồng tiếng cho nhân vật này. Kết quả là, cô coi Kasumi là nhân vật mà cô thể hiện là người đại diện cho chính mình nhất. Mayumi theo dõi các lần xuất hiện quảng cáo của nhân vật trong các hàng hóa và tài liệu khác, ngoài ra còn cung cấp cho người hâm mộ những hiểu biết sâu sắc về những vai khách mời có thể trong tương lai có trong loạt phim hoạt hình.

## Xuất hiện

### Trong các trò chơi
Trong trò chơi Pokémon Red, Blue, Yellow, FireRed & LeafGreen, Pokémon Gold, Silver, Crystal, Pokémon HeartGold và SoulSilver, và Pokémon: Let's Go, Pikachu! và Let's Go, Eevee!, Kasumi là thủ lĩnh nhà thi đấu thành phố Hanada. Cô chuyên về Pokémon hệ nước. Kasumi, trong hình dạng anime, cũng xuất hiện như một chiếc cúp trong Super Smash Bros. Melee và là một thủ lĩnh nhà thi đấu trong Pokémon Puzzle League. Ngoài ra, cô ấy còn xuất hiện trong Pokémon Channel trong Pichu Bros. Disc bản tiếng Nhật đầy đủ. Đĩa này khác với các đĩa khác phân phối ở Nhật Bản, vì diễn viên lồng tiếng của Misty (Kasumi) là lời tường thuật. Kasumi, cũng như hầu hết các thủ lĩnh nhà thi đấu trong lịch sử Pokémon, xuất hiện trở lại trong Pokémon Black 2 và White 2 như một phần của Giải đấu Thế giới Pokémon.

### Trong anime
Loạt anime đi theo hành trình của một trong những nhân vật chính, Satoshi, khi anh và bạn bè đi du lịch vòng quanh thế giới hư cấu của Pokémon cùng với các Pokémon của họ. Kasumi là một cô nàng bướng bỉnh, là nhà huấn luyện Pokémon hệ nước và có ba anh chị em, Sakura, Ayame và Botan, cô rời khỏi nhà thi đấu cùng với ba chị gái trước khi đi du lịch cùng Satoshi trong anime, mặc dù cô sau đó vẫn giữ được chức Thủ lĩnh Nhà Thi đấu. Cô lần đầu tiên bắt gặp Satoshi khi cô vô tình câu được anh và Pikachu của anh ra khỏi sông khi đang câu Pokémon hệ nước. Ngay sau sự cố này, Satoshi "mượn" chiếc xe đạp của cô trong nỗ lực chạy trốn khỏi một đàn Onisuzume hoang dã. Chiếc xe sau đó bị cháy bởi một cuộc tấn công từ Pikachu. Kasumi nói với Satoshi rằng cô sẽ không để anh một mình cho đến khi anh thay chiếc xe đạp và cam kết theo anh trên hành trình của mình, và hai người sớm trở thành bạn thân. Sau khi lấy lại chiếc xe đạp đã sửa chữa của mình vào cuối Giải liên đoàn Johto, cô trở lại Nhà thi đấu Hanada và tiếp tục nhiệm vụ của mình với tư cách là thủ lĩnh nhà thi đấu.
Kasumi trở thành một nhân vật trung tâm trong Pokémon Chronicles, một phần phụ của anime Pokémon, và xuất hiện trong một số phần và tập đặc biệt. Cô duy trì tình bạn với Satoshi và cuối cùng đến Hoenn để gặp anh ta và gặp Masato cùng với Haruka, và gặp lại anh ta khi anh ta trở lại Thị trấn Masara sau một thời gian dài ở Hoenn. Cô cũng xuất hiện trở lại ít nhất hai tập trong phần Sun và Moon, nơi cô và Takeshi gặp Satoshi và những người bạn của anh ở Kanto, và sau đó xuất hiện trong hai tập nữa của phần Sun và Moon khi cô tái hợp với Satoshi ở Alola.
Ở những tập đầu, Kasumi được miêu tả là có tính khí độc ác, tính tình bướng bỉnh và ít kiên nhẫn. Tuy nhiên, khi càng về sau của anime, cô dần thể hiện mình là người tốt bụng và nhạy cảm. Kasumi trở thành người bảo vệ và chăm sóc của Togepy, chăm sóc nó trong suốt bộ truyện. Kasumi liên tục xử lý Takeshi khi anh ta say mê những cô gái xinh đẹp, thường kéo tai anh ta ra một bên. Cô rất sợ các Pokémon hệ bọ. Kasumi đặt mục tiêu trở thành một huấn luyện viên Pokémon hệ Nước giỏi thế giới bất chấp sự chế giễu của chị em mình. Kasumi cũng là một đứa trẻ mồ côi, với cha mẹ đã bỏ rơi cô và các chị gái của cô khi còn nhỏ.

### Trong các phiên bản in
Kasumi xuất hiện trong bộ manga Electric Tale of Pikachu, dựa trên anime, tương tự như Kasumi trong anime, trong khi Kasumi trong Pokémon Adventures giống với Kasumi trong các trò chơi video. Cô xuất hiện xuyên suốt Electric Tale of Pikachu, thỉnh thoảng đi cùng Satoshi. Trong Pokémon Adventures, Khi Red, nhân vật chính của manga, lần đầu tiên gặp cô, cô đang cố gắng chiếm lại Gyarados của mình với sự giúp đỡ của Hitodeman, người đã bị Đội Hỏa Tiễn tẩy não. Họ quyết định lập nhóm và đối đầu với Đội Hỏa Tiễn. Sáng hôm sau, sau khi nghỉ đêm tại biệt thự của Kasumi, Kasumi dẫn Red đến nhà thi đấu của cô và tiết lộ mình là Thủ lĩnh của nhà thi đấu. Họ có một trận chiến, và mặc dù Kasumi nhanh chóng chiếm thế thượng phong và dễ dàng đánh bại Red bằng Hitodeman nhanh và mạnh của cô, cô lo lắng rằng nếu họ không tự chuẩn bị, Đội Hỏa Tiễn sẽ dễ dàng đánh bại họ. Red quyết định rằng anh ta thực sự có thể cần đào tạo, và đồng ý đào tạo. Tại thời điểm đó, họ trở thành bạn thân.
Trong Pokémon Pocket Monsters, Red, nhân vật chính của bộ truyện, đang tìm kiếm Moon Stone cùng với Pikachu và Pippi của anh ta (một người nói ngôn ngữ của con người). Khi họ gặp Kasumi, Pippi  nhận thấy rằng cô đang đeo Moon Stone như một chiếc vòng cổ. Kasumi tuyên bố rằng cô sẽ chiến đấu với họ với nếu họ muốn có nó. Trong khi ban đầu, Pippi được đưa lên để chiến đấu nhưng anh ta nhanh chóng thay đổi ý định khi thấy đối thủ của mình là một con Kamex khổng lồ. Sau một thời gian, trận chiến đã chiến thắng khi Pippi hút hết nước ở một con sông gần đó và thả nước lên Pokémon của Kasumi, khiến nó bay lên trời. Ngay khi Kasumi chuẩn bị thưởng cho nhóm của Red với giải thưởng mà họ tìm kiếm, viên đá đã bị đánh cắp.

### Diễn viên lồng tiếng
| Ngôn ngữ          | Tên gọi tương ứng | Diễn viên lồng tiếng | Ghi chú                     | Chú thích |
| ----------------- | ----------------- | -------------------- | --------------------------- | --------- |
| Tiếng Nhật        | Kasumi (カスミ)   | Mayumi Īzuka         | Tất cả các phương tiện khác | [ 20 ]    |
| Tiếng Nhật        |                   | Ayane Sakura         | Pokémon Masters             | [ 20 ]    |
| Tiếng Anh         | Misty             | Reba Buhr            | Pokémon Masters             | [ 20 ]    |
| Tiếng Anh         |                   | Michele Knotz        | Anime, mùa 9-13             | [ 20 ]    |
| Tiếng Anh         |                   | Rachel Lillis        | Anime, mùa 1-8              | [ 20 ]    |
| Tiếng Pháp        |                   | Anouck Hautbois      | Pokémon 4ever               | [ 20 ]    |
| Tiếng Pháp        |                   | Fanny Roy            | Tất cả phương tiện khác     | [ 20 ]    |
| Tiếng Hebrew      |                   | Talya Barkay         |                             | [ 20 ]    |
| Tiếng Ý           | Misty             | Alessandra Karpoff   |                             | [ 20 ]    |
| Tiếng Tây Ban Nha | Misty             | Pilar Aguado         |                             | [ 20 ]    |
| Tiếng Tây Ban Nha | Xóchitl Ugarte    |                      |                             | [ 20 ]    |
| Tiếng Tây Ban Nha | Miriam Valencia   |                      |                             | [ 20 ]    |

## Tiếp nhận
Cuốn sách Nhật Bản hóa văn hóa phổ biến của trẻ em mô tả chân dung của Kasumi trong anime là một người mẹ, gọi cô là "thành phần nuôi dưỡng" cho bộ ba ban đầu của chính mình, Satoshi và Takeshi. Sách tiếp tục mô tả cô là một cô gái "bất thường 'hoàn toàn' trong thế giới hoạt hình", chú ý đến cả tình cảm nữ tính và "cơn thịnh nộ bùng nổ" của cô. Anime kinh điển Zettai!: 100 kiệt tác hoạt hình Nhật Bản phải xem ca ngợi nhân vật này là có sắc thái đặc biệt và mô tả cô ấy đóng góp rất nhiều cho sự hấp dẫn của bộ truyện. Quyển Cuộc phiêu lưu toàn cầu của Pikachu: Sự trỗi dậy và sụp đổ của Pokémon (Pikachu's Global Adventure: The Rise and Fall of Pokémon) nói rằng mặc dù bộ anime tập trung chủ yếu vào Satoshi, Kasumi vẫn là một nhân vật có ý nghĩa đặc biệt đặc biệt đối với bộ phận người xem là phụ nữ trẻ, không "nam tính" hay "nữ tính chóng mặt", dường như "được xây dựng cẩn thận để thu hút các cô gái chưa đến tuổi vị thành niên". Sách cũng nói thêm, không giống như các nhân vật nữ hung hăng khác trong truyện, Kasumi đã không hy sinh sự nữ tính của mình để thành công, khiến nhân vật này trở nên phổ biến hơn với bộ phận phụ nữ trẻ ở Mỹ, trái ngược với trẻ em Nhật Bản tập trung nhiều hơn vào các loài Pokémon riêng lẻ.
Trong các nghiên cứu về các phản ứng mà các chàng trai và cô gái đã nghĩ Kasumi như một nữ anh hùng trong truyện, các cô gái đã chấp nhận điều đó và mong muốn liên kết với nhân vật này, trong khi các chàng trai cố gắng coi thường những nỗ lực của cô. Mặt khác, trẻ em của cả hai giới đều cảm thấy nhân vật bên cạnh Takeshi mang đến cho Satoshi một cảm giác về mặt bản sắc và sự hỗ trợ về mặt đạo đức, mà các nhà nghiên cứu đã gán cho khái niệm về bản sắc nhóm. Trong một nghiên cứu khác, trẻ em được chứng minh có liên quan đến các đặc tính của sự hấp dẫn và năng nổ, trong khi các sinh viên đại học mô tả nhân vật này là lãng mạn. Ngoài ra, quyển Pikachu's Global Adventure còn tuyên bố Kasumi cũng đóng vai trò là nguồn cung cấp tình dục không đe dọa cho cả khán giả nam lớn tuổi và trẻ tuổi, mặc dù bối cảnh như vậy được trình bày theo cách tinh tế hơn trong việc bản địa hóa bộ truyện ở Bắc Mỹ.
Vào năm 2013, gần Halloween, họa sĩ minh họa Archie Comics Ryan Jampole đã sử dụng Kasumi như một trong số 31 trang phục cho nhân vật Roll từ nhượng quyền thương mại thương hiệu Mega Man của Archie Comics.